# 種谷春洋
種谷 春洋（たねや はるみ、1931年3月3日 - 1987年9月19日）は、日本の憲法学者。とりわけ、幸福追求権や基本的人権の歴史研究で知られる。

## 来歴
1931年、京都市に生まれる。京都府立山城高等学校を卒業後、京都大学文学部に入学。その後、法学部に転じ、1954年3月に同学部を卒業。同年、京都大学大学院法学研究科に進学し、公法学を専攻。杉村敏正に師事する。1956年、岡山大学法文学部に赴任し、助手、講師、助教授を歴任。1968年、大阪市立大学法学部に教授として就任（憲法）。1987年、心不全のため死去。享年56。

## 学説
種谷は日本で初めて、日本国憲法13条の「幸福追求権」を、包括的な基本権（主観的権利）として捉え、独自の意味を見出す学説を提唱した。その学説は、同じく幸福追求権の研究で知られ、京都大学の後輩にあたる憲法学者、佐藤幸治の学説に大きな影響を及ぼした。また、アメリカ人権宣言の歴史的研究を行い、アメリカ人権の自然権的性格が、宗教の自由の主張から由来するという点、さらに、それに対しヨーロッパの自然法思想も大きな影響を及ぼしていた点を明らかにした。

## 論文・著作
- 「一八四九年のフランクフルト憲法における人権」（公法研究18号、1958年）
- 「アメリカ独立宣言における自然法と実定法(1)(2)」（岡山大學法經學會雑誌11巻3号、4号、1961-1962年）
- 「『生命・自由及び幸福追求』の権利(1)～(3)」（岡山大學法經學會雑誌14巻3号、15巻1号、3号、1964年-1965年）
- 『アメリカ人権宣言史論』（有斐閣、1971年）
- 「イェリネックにおけるstatus libertatis概念の考察」（『現代行政と法の支配―杉村敏正先生還暦記念』（有斐閣、1978年）所収）
- 『近代自然法学と権利宣言の成立』（有斐閣、1980年）
- 『近代寛容思想と信教自由の成立』（成文堂、1986年）